# Райхельт, Том
Том Райхельт (нем. Tom Reichelt; род. 12 мая 1982, Мариенберг, Карл-Маркс-Штадт) — немецкий лыжник, участник Олимпийских игр в Ванкувере, призёр этапов Кубка мира. Специализируется в дистанционных гонках.

## Карьера
В Кубке мира Райхельт дебютировал в январе 2003 года, в марте 2006 года первый раз попал в тройку лучших на этапе Кубка мира, в гонке на 50 км. Всего на сегодняшний момент имеет 2 попадания в тройку лучших на этапах Кубка мира, 1 в личных и 2 в командных гонках. Лучшим достижением Райхельта в общем итоговом зачёте Кубка мира является 37-е место в сезоне 2010-11.
На Олимпиаде-2010 в Ванкувере стал 46-м в гонке на 15 км коньком и 35-м в дуатлоне 15+15 км.
За свою карьеру принимал участие в трёх чемпионатах мира, лучший результат 18-е места в гонках на 50 км на чемпионатах 2007-го и 2011-го годов.
Использует лыжи производства фирмы Madshus, ботинки и крепления Salomon.